# Пяясуке, Тийт
Тийт Пяясуке (эст. Tiit Pääsuke; 22 декабря 1941, Пылтсамаа) — эстонский живописец и педагог. Заслуженный артист Эстонской ССР (1982).

## Биография
Тийт Пяясуке родился 22 декабря 1941 года в городе Пылтсамаа. С 1957 по 1962 год учился в Тартуском художественном училище. В 1962—1963 годах, а затем в 1966—1971 годах учился в Государственном институте художеств Эстонской ССР, где его преподавателем был Лепо Микко. Во время учёбы находился в стороне от различных студенческих художественных группировок типа «АНК-64» или «СОУП-69».
После окончания учёбы остался работать преподавателем в художественном институте. В 1980-х годах среди его учеников были художники Яак Арро, Эпп-Мария Кокамяги, Тийна Тамметалу, Крег А-Кристинг и Инга Ару, на которых оказала влияние творческая манера Пяясуке. В 1992—2006 годах он был профессором Эстонской академии художеств, затем почётным профессором. В 2004 году он стал профессором изобразительных искусств Тартуского университета.
С 1973 года у него было более 20 персональных выставок. Он считается одним из ведущих деятелей эстонской живописи 1970-х и 1980-х годов. Среди излюбленных тем творчества Пяясуке — человек и современная цивилизация, отношение человека с природой, экологические проблемы. Зачастую он сознательно оставляет свои работы «незавершёнными». Его работы находятся в коллекциях Эстонского художественного музея, Тартуского художественного музея, Таллинского дома искусства, Художественного музея Вийнисту, Государственной канцелярии Эстонии и других.
В 1991 году Тийт Пяясуке был награждён медалью Конрада Мяги, в 1999 году стал кавалером ордена Белой звезды IV степени, а в 2000 году получил премию фонда «Eesti Kultuurkapital».
Лауреат Национальных премий Эстонии в области культуры (2012; 2021).